# Hic situs est
H. S. E. ist eine Abkürzung, die auf vielen römischen Grabsteinen zu finden ist. Sie steht für Hic situs est (lat. „Hier liegt“) beziehungsweise Hic sepultus est (lat. „Hier ist begraben“).
Oft wurde die Abkürzung noch erweitert, zum Beispiel zu H. S. E. B. Q. – Hic situs est, bene quiescat (lat. „Hier liegt er, er ruhe wohl“).
Ein berühmtes Beispiel ist etwa Ovids Grabspruch für Phaëthon,
Hic situs est Phaëthon, currus auriga paterni,
quem si non tenuit, magnis tamen excidit ausis. (Met. II 327 f.)
In der Übersetzung von Johann Heinrich Voß: 
Phaethon ruhet allhier, der des Vaters Wagen gelenket;
Zwar nicht ganz ihn behauptend, erlag er doch großem Bestreben.